# یان بلاهوویچ
یان بلاهوویچ (انگلیسی: Jan Błachowicz؛ زادهٔ ۲۴ فوریهٔ ۱۹۸۳) ورزشکار هنرهای رزمی ترکیبی اهل لهستان است. وی از سال ۲۰۰۷ میلادی تاکنون مشغول فعالیت بوده‌است.
او در حال حاضر در دسته نیمه‌سنگین وزن مسابقات قهرمانی سازمان یواف‌سی رقابت می‌کند، جایی که او قهرمان سابق نیمه‌سنگین وزن یواف‌سی است. بلاهوویچ دومین مبارز لهستانی است که پس از یوآنا یندژیچیک، عنوان قهرمانی یواف‌سی را کسب کرده و اولین قهرمان مرد لهستان است. او که از سال ۲۰۰۷ به عنوان یک مبارز حرفه‌ای فعالیت می‌کند، برای KSW نیز رقابت می‌کرد و قهرمان سابق نیمه‌سنگین وزن KSW است. در ۲۵ مارس ۲۰۲۵، او در رتبه‌بندی نیمه‌سنگین وزن یواف‌سی در رتبه پنجم قرار دارد.